# Campionato maldiviano di calcio
Il campionato maldiviano di calcio è articolato su tre livelli: il massimo livello nazionale, la Premier League maldiviana, a cui prendono parte 10 squadre, la seconda serie, detta Seconda Divisione, cui prendono parte 10 squadre, e la Terza Divisione, cui partecipano altre 40 squadre.

## Struttura
| Livello | Divisioni                    |
| ------- | ---------------------------- |
| 1       | Premier League 10 squadre    |
| 2       | Seconda Divisione 10 squadre |
| 3       | Terza Divisione 40 squadre   |